# Токарев, Александр Юрьевич
Александр Юрьевич Токарев (7 апреля 1973, Ачинск, Красноярский край, РСФСР, СССР — 14 мая 2025, Сочи) — российский государственный деятель, инженер. Глава города Ачинска с 18 января 2021 года по 8 апреля 2022 года. В 2016—2021 годах являлся главным инженером, генеральным директором ООО «Теплосеть».

## Биография
Родился в Ачинске Красноярского края 7 апреля 1973 года в рабочей семье.
В 2007 году Александр Токарев закончил Сибирский федеральный университет по специальности «Металлургические машины и оборудование».

### Профессиональная карьера
После завершения обучения в средней школе и училище устроился работать слесарем-ремонтиком и механиком на Ачинский глиноземный комбинат, где проработал до 2007 года.
С 1995 по 2003 годы работал слесарем-ремонтником, механиком, старшим мастером на ОАО «Ачинский глиноземный комбинат».
С 2004 по 2006 годы работал энергетиком участка, мастером по ремонту оборудования на ООО «Глиноземсервис» (город Ачинск).
С 2006 по 2007 годы работал менеджером и начальником отдела на ОАО «Ачинский глиноземный комбинат».
В 2007 году устроился работать начальником отдела филиала ЗАО «РУСАЛ Глобал Менеджмент Б. В.».
С 2008 года начал работать в сфере ЖКХ г. Ачинска после получения высшего образования в СФУ.
В 2008—2013 годы — руководитель производственно-технического отдела, руководитель производственно-технического управления МУП «Ачинские коммунальные системы».
В 2013—2014 годы — заместитель главного инженера по производству в компании «Карат».
С 2014 по 2016 год работал главным инженером в ачинском филиале ООО «Теплосеть».
С 2016 по 2021 год работал главным инженером и генеральным директором ООО «Теплосеть» г. Ачинск.

### Политическая карьера
В сентябре 2020 года Александр Токарев был избран депутатом Ачинского городского совета от партии «Единая Россия».
После отставки мэра Ачинска Илая Ахметова в июле 2020 года кресло градоначальника длительное время оставалось вакантным. Лишь 18 января 2021 года депутаты Ачинского городского совета собрались для избрания нового градоначальника. По результатам заседания конкурсной комиссии депутатам были представлены две кандидатуры: директора ООО «Теплосеть» Александра Токарева и директора УК «Енисей» Наталии Григорьевой. По результатам голосования депутатов Токарев получил в свою поддержку абсолютное большинство голосов депутатов. 25 «за», 1 «против» и 1 «воздержался» (сам Александр Токарев). Вопрос решился за 10 минут. Кандидаты не стали зачитывать свои программы, а депутаты не стали задавать никаких вопросов. После избрания Александр Токарев приступил к работе, обозначив две первоочередные задачи, которые будут решаться — это кадры и борьба за финансы из бюджета края. Новый мэр собрался убедиться в том, что в администрации города нет «бесполезных людей».
31 марта 2022 года подал заявление об отставке по собственному желанию. 8 апреля 2022 года покинул пост главы города.
Скончался 14 мая 2025 года в возрасте 52 лет в Сочи.

## Имущество и доходы
По данным официального сайта администрации Ачинска, в 2020 году Александр Юрьевич Токарев заработал около 3,5 млн рублей, также он имеет частную квартиру в 70,9 квадратных метров, автомобиль Toyota Land Cruiser 150. Разведён, в то же время у несовершеннолетнего ребенка доход составляет около 7 тыс. рублей, есть две квартиры, одна из которых в долевой собственности, а другая в пользовании, при этом площади квартир не совпадают с квартирой отца.